# Arvin Moazemi
Arvin Moazemi  (né le 26 mars 1990) est un coureur cycliste canadien d'origine iranienne et roulant sous licence canadienne depuis 2018. 

## Palmarès sur route

### Par années
- 2009
  - 1re étape du Tour of Milad du Nour
- 2010
  - 3e du championnat d'Iran sur route
  - 3e du Milad De Nour Tour
- 2011
  - 2e du Prix des Vins Henri Valloton
- 2012
  -  Champion d'Asie du contre-la-montre espoirs
  -  Médaillé de bronze du championnat d'Asie sur route espoirs
- 2013
  -  Médaillé d'argent du championnat d'Asie sur route
- 2014
  -  Médaillé d'argent de la course en ligne des Jeux asiatiques
- 2015
  - Classement général du Tour de Singkarak
  - 3e du championnat d'Iran sur route
  - 3e du championnat d'Iran du contre-la-montre
- 2016
  -  Champion d'Iran du contre-la-montre
  - Jelajah Malaysia :
    - Classement général
    - 2e étape

  - Tour de Fuzhou :
    - Classement général
    - 1re étape

  - 2e du championnat d'Iran sur route
  - 3e du Tour d'Iran - Azerbaïdjan
- 2017
  - 3e étape du Tour de Florès
  - 4e étape du  Tour de l'Ijen
  - 2e du Tour de Florès
- 2018
  -  Médaillé d'argent du championnat d'Asie du contre-la-montre par équipes
  -  Médaillé de bronze du championnat d'Asie du contre-la-montre

### Classements mondiaux
| Année                                 | 2009 | 2010 | 2011 | 2012 | 2013 | 2014 | 2015 | 2016 | 2017 | 2018 |
| ------------------------------------- | ---- | ---- | ---- | ---- | ---- | ---- | ---- | ---- | ---- | ---- |
| Classement mondial                    |      |      |      |      |      |      |      | 273e | 355e | 712e |
| UCI Asia Tour                         | 100e | 33e  | nc   | 54e  | 26e  | 52e  | 21e  | 14e  | 19e  | 68e  |
|                                       |      |      |      |      |      |      |      |      |      |      |
| Légende : nc = non classéSource : UCI |      |      |      |      |      |      |      |      |      |      |

## Palmarès sur piste

### Championnats d'Asie
- Tenggarong 2009
  -  Médaillé d'argent de la poursuite par équipes
- Nakhon Ratchasima 2015
  -  Médaillé d'argent de l'américaine
- Nilai 2018
  -  Médaillé d'argent du scratch